# 哈什沙吉
哈什沙吉，是匈牙利巴兰尼亚州所辖的一个村。总面积8.00平方公里，总人口259，人口密度32.4人/平方公里（2011年1月1日）。